# Хвостокол японський
Хвостокол японський (Neotrygon kuhlii) — вид скатів з родини Dasyatidae, що мешкає в Західній Пацифіці та Індійському океані. Назва змінена з Dasyatis kuhlii у 2008 після морфологічного та молекулярного аналізів, де було встановлено, що вид є частиною окремого роду, Neotrygon. Має світло зелений колір із синіми плямами. Сягає 67 см. Є популярним акваріумним видом.